# Glympis serena
Glympis serena är en fjärilsart som beskrevs av Smith 1911. Glympis serena ingår i släktet Glympis och familjen nattflyn. Inga underarter finns listade i Catalogue of Life.